# Noise Margin
Der Fachbegriff Noise-Margin (deutsch etwa Reserve eines Signalpegels zum Rauschpegel) bezeichnet in der Nachrichtentechnik jenen Pegel, um welchen ein Nutzsignal an einem Informationsempfänger größer als eine Störgröße sein muss, um einen fehlerfreien Empfang des Nutzsignals zu ermöglichen. Die Störgröße wird als physikalische Rauschgröße (engl. Noise) beschrieben. 
Anders ausgedrückt stellt der Noise-Margin eine untere Grenze des Signal-Rausch-Verhältnisses dar, welches der Empfänger für den fehlerfreien Empfang der übermittelten Information benötigt. Ist das Signal-Rausch-Verhältnis kleiner als der Noise-Margin, kommt es im Rahmen der Datenübertragung zu Übertragungsfehlern. Der Noise-Margin kann dabei durch das Einwirken einer zu großen Störgröße, wie dem Rauschen, zu klein werden, oder durch die Dämpfung des Nutzsignalpegels im Übertragungskanal.
Der Noise-Margin wird, wie das Signal-Rausch-Verhältnis, als dimensionslose Größe in der Einheit Bel gemessen. Im Telekommunikations-Bereich, zum Beispiel bei digitalen Teilnehmeranschlüssen (DSL), sollte dieser Wert 3 dB bis 4 dB nicht unterschreiten.